# Коджаев, Магамед Гамбар оглы
Магамед Камбар оглы Коджаев (азерб. Məhəmməd Qəmbər oğlu Qocayev; 1912 год, село Качагани, Борчалинский уезд, Тифлисская губерния, Российская империя — 27 ноября 1972 года, Марнеули, Грузинская ССР) — государственный, хозяйственный и партийный деятель Грузинской ССР, председатель колхоза «Социализм» Марнеульского района Грузинской ССР. Герой Социалистического Труда (1949). Член ЦК КП Грузии.

## Биография
Родился в 1912 году в крестьянской семье в азербайджанском селе Качагани Борчалинского уезда. В 1927 году вступил в комсомол, в 1929 году окончил сельскую школу. С 1930 года обучался на полугодичных курсах в Комиссариате просвещения Грузинской ССР в Тифлисе, по окончании которых был назначен директором начальной четырёхлетней школы в селе Бетарабчи Борчалинского района. С 1932 года — секретарь, заместитель председателя сельского совета. В 1933 году по решению Борчалинского партийного комитета послан на учёбу в Закавказскую высшую Коммунистическую сельскохозяйственную школу в Тифлис. С 1935 года — инструктор-пропагандист Борчалинского районного комитета комсомола.
В 1936 году избран председателем колхоза «Гюндоган». С 1938 года — директор, председатель районного потребительского управления, с 1939 года — заведующий Отделом народного просвещения Борчалинского района. С 1940—1945 годах — директор МТС в Марнеули и позднее — в Шулавери.
В 1946 году избран председателем колхоза «Социализм» Марнеульского района. Вывел колхоз в число передовых сельскохозяйственных предприятий Грузинской ССР. В 1948 году колхоз под его руководством собрал в среднем с каждого гектара по 30,2 центнера табака сорта «Трапезонд» на участке площадью 12 гектаров. Указом Президиума Верховного Совета СССР от 3 мая 1949 года удостоен звания Героя Социалистического Труда с вручением ордена Ленина и золотой медали «Серп и Молот» (№ 3531).
Этим же Указом званием Героя Социалистического Труда были награждены труженики колхоза «Социализм» звеньевые Сафар Махмуд оглы Гумбетов и Самед Курбан оглы Садыков.
С 1949 по 1951 года — председатель райисполкома Марнеульского района. Занимался развитием сельского хозяйства в Марнеульском районе. За высокие показатели в сельском хозяйстве, достигнутые в районе, был награждён в 1951 году вторым орденом Ленина.
С 1951 по 1954 года обучался в Высшей партийной школе при ЦК КП Грузии. В 1954 году назначен директором Марнеульского маслосыродельного завода. С 1957 по 1963 года — директор МТС «Красный мост» Марнеульского района.
В 1963 году назначен генеральным директором Комбината по поставкам зерна, который обслуживал пять регионов Грузинской ССР. В 1966 году за свою деятельность был награждён орденом «Знак Почёта».
С 1966 года — директор овощеводческо-молочного совхоза. Позднее — генеральный директор сыро-молочного завода в Марнеули (1970—1972).
Избирался членом ЦК КП Грузии.
После выхода на пенсию проживал в Марнеули. Персональный пенсионер союзного значения. 
Скончался 27 ноября 1972 года в Марнеули.
Память
В селе Кагачани установлен памятный знак в честь Магамеда Гамбар оглы Коджаева.
Награды
- Герой Социалистического Труда
- Орден Ленина — дважды (1949; 24.01.1951)
- Орден «Знак Почёта» (02.04.1966)